# Paramigas pauliani
Espèce
Synonymes
- Legendrella pauliani Dresco & Canard, 1975

Paramigas pauliani est une espèce d'araignées mygalomorphes de la famille des Migidae.

## Distribution
Cette espèce est endémique de la région d'Anosy à Madagascar,.

## Description
Les femelles mesurent de 16,8 à 19,9 mm.

## Étymologie
Cette espèce est nommée en l'honneur de Renaud Paulian.

## Publication originale
- Dresco & Canard, 1975 : Sur une espèce nouvelle de mygale de Madagascar: Legendrella pauliani, type d'un genre nouveau (Araneae, Migidae). Bulletin du Muséum national d'histoire naturelle, Paris (Zoologie), vol. 216, p. 783-788.